# Aradus usingeri
Aradus usingeri är en insektsart som beskrevs av Nicholas A. Kormilev 1978. Aradus usingeri ingår i släktet Aradus och familjen barkskinnbaggar. Inga underarter finns listade i Catalogue of Life.